# Marie-Madeleine de Nassau-Siegen
 (octobre 2022).
Si vous disposez d'ouvrages ou d'articles de référence ou si vous connaissez des sites web de qualité traitant du thème abordé ici, merci de compléter l'article en donnant les références utiles à sa vérifiabilité et en les liant à la section « Notes et références ».
Marie-Madeleine de Nassau-Siegen (en allemand Marie Magdalene von Nassau-Siegen) est née à Siegen (Allemagne) le 21 octobre 1623 et meurt à Spa (Belgique actuelle), le 20 août 1647. Elle est une noble allemande, fille du comte Guillaume de Nassau-Hilchenbach (1592-1642) et de la comtesse Christine d'Erbach (1596-1646).

## Mariage et descendance
Le 25 août 1639 elle se marie à Culemborg avec Philippe-Dietrich de Waldeck (1614-1645), fils du comte Wolrad IV de Waldeck (1588-1640) et d'Anne de Bade-Durlach (1587-1649). Le mariage a trois enfants:
- Amélie-Catherine de Waldeck-Eisenberg (1640-1699), mariée avec Georges-Louis d'Erbach-Erbach (1643–1693).
- Henri-Wolrad de Waldeck (1642-1664)
- Floris Guillaume, né et mort en 1643.